# Macrocoma voeltzkowi
Macrocoma voeltzkowi é uma espécie de escaravelho de folha da República Democrática do Congo, observado por Weise em 1910.